# Каховська (станція метро)
55°39′11″ пн. ш. 37°35′54″ сх. д. / 55.65306° пн. ш. 37.59833° сх. д.
«Каховська» (рос. Каховская) — станція Великої кільцевої лінії Московського метрополітену є пересадною на станцію «Севастопольська» Серпуховсько-Тимірязєвської лінії, колишня західна кінцева Каховської лінії, що нині скасована. 
Відкрита 11 серпня 1969 у складі дільниці Замоскворіцької лінії «Автозаводська» — «Каховська». 
Назва дана по вулиці Каховка (названа по українському місту Каховка), на якій розташований західний вихід зі станції.
З 1985 на станції проводився режим вилкового руху, а в 1995 вона стала частиною окремої Каховської лінії. 
30 березня 2019 — 7 грудня 2021 була закрита на реконструкцію через приєднання до Великої кільцевої лінії.
Повторне відкриття відбулося 7 грудня 2021 року у складі дільниці «Мньовники»— «Каховська»
.

## Вестибюлі і пересадки
З обох сторін станційного залу знаходяться сходи, що виводять у підземні вестибюлі, кожен виводить у підземний перехід, виходи з якого оформлені у вигляді скляних павільйонів. Всього зі станції 8 виходів на поверхню і 4 павільйони.
Пересадка на «Севастопольську» розташована в центрі залу (двоє сходів, одні слугують на спуск, інші на підйом). Станція «Севастопольська» розташована точно під станцією «Каховська» перпендикулярно їй. Вона була побудована під діючою станцією «Каховська».

### Пересадки
- Метростанцію  Севастопольська
- Автобуси: 67, 224, 273, 651, с918, 922, 926, 968, с977, 993, КМ (Ках), т60, т72, н8;
- Трамваї: 1, 3, 16

## Технічна характеристика
Конструкція станції — колонна трипрогінна мілкого закладення (глибина закладення — 8 м). Станція побудована за стандартним проектом: 2 ряди по 40 колон, крок колон — 4 м.

## Оздоблення
Колони шестикутні в перетині, вони оздоблені червоно-коричневим мармуром . Покриття підлоги — сірий граніт і лабрадорит. Колійні стіни оздоблені керамічною плиткою, білою вгорі і малиновою внизу, а також прикрашені литими вставками, присвяченими Громадянській війні (скульптори В. А. Горчаков, Людмила Анатоліївна Сошинська тощо) Світильники приховані в ребристій стелі.

## Колійний розвиток
За станцією розташовані чотири тупика для обороту та нічного відстою потягів, обладнаний пункт технічного обслуговування потягів.